# لاندون ليبويرون
لاندون ليبويرون هو ممثل كندي، ولد في 5 يناير 1992 في كندا.

## أعمال

### أفلام
- (2018) حقيقة أم جرأة

### مسلسلات
- حدود
- هيملوك غروف

## وصلات خارجية
- لاندون ليبويرون على موقع IMDb (الإنجليزية)
- لاندون ليبويرون على موقع ألو سيني (الفرنسية)
- لاندون ليبويرون على موقع أول موفي (الإنجليزية)
- لاندون ليبويرون على موقع قاعدة بيانات الفيلم (الإنجليزية)
- لاندون ليبويرون على موقع كينوبويسك (الروسية)